# بيل كيرن
بيل كيرن (بالإنجليزية: Bill Kern) هو لاعب كرة قاعدة أمريكي، ولد في 28 فبراير 1933 في كوبلاي في الولايات المتحدة.

## وصلات خارجية
- بيل كيرن على موقعبيزبول رفرنس.كوم (الدوري الرئيسي) (الإنجليزية)
- بيل كيرن على موقعبيزبول رفرنس.كوم (الدوري الثانوي) (الإنجليزية)